# Suspended Animation
Suspended Animation é o primeiro álbum solo do estado-unidense John Petrucci, guitarrista da banda de metal progressivo Dream Theater. Foi lançado em 1 de março de 2005 e é completamente instrumental.
"Jaws of Life", antes do lançamento do álbum, tinha o nome de I.B.S. (Irritable Bowel Syndrome).
Por alguma razão desconhecida, a música intitulada "Curve" está separada em duas faixas distintas em algumas prensagens do CD, com a maioria da música na faixa 6 e os últimos 59 segundos na faixa 7. Nestas cópias, "Lost Without You" e "Animate-Inanimate" passam a ser as faixas 8 e 9, respectivamente.

## Lista de faixas
| N.º | Título              | Duração |  |
| 1.  | "Jaws of Life"      | 7:29    |  |
| 2.  | "Glasgow Kiss"      | 7:48    |  |
| 3.  | "Tunnel Vision"     | 6:35    |  |
| 4.  | "Wishful Thinking"  | 7:29    |  |
| 5.  | "Damage Control"    | 9:15    |  |
| 6.  | "Curve"             | 6:23    |  |
| 7.  | "Interlude"         | 0:59    |  |
| 8.  | "Lost Without You"  | 4:56    |  |
| 9.  | "Animate-Inanimate" | 11:37   |  |

Todas as músicas compostas por John Petrucci.

## Participantes
- John Petrucci – guitarra
- Dave LaRue – baixo
- Dave Dicenso – bateria e percussão
- Tony Verderosa – bateria, bateria eletrônica em "Tunnel Vision"
- Tim LeFebvre – baixo em "Tunnel Vision"